# Паркер, Сэмьюэл
Сэ́мьюэл Па́ркер (англ. Samuel Parker; даты рождения и смерти неизвестны) — шотландский футболист, нападающий.
Родился в Херлфорде (неподалёку от Килмарнока), Шотландия. Играл за местный клуб «Херлфорд». В январе 1894 года перешёл в английский клуб «Ньютон Хит» из Манчестера. 13 января того же года дебютировал за команду в матче Первого дивизиона против шеффилдского клуба «Уэнсдей» на стадионе «Бэнк Стрит». В сезоне 1893/94 провёл за «Ньютон Хит» 12 матчей (11 — в Первом дивизионе и 1 — в Кубке Англии против «Блэкберн Роверс» 10 февраля 1894 года). В сезоне 1894/95 выступал исключительно за резервную команду «Ньютон Хит».
В октябре 1894 года перешёл в «Бернли», однако «вскоре покинул клуб».